# Marie Pospíšilová (1862)
Marie Pospíšilová, vlastním jménem Marie Terezie Vondřichová (23. ledna 1862, Praha – 26. května 1943, Tegernsee, Německo), byla původem česká herečka činná především na německých scénách.

## Život
Narodila se v pražském Karlíně. S hereckou činností začínala v kočovných společnostech (Josef Emil Kramuele, František Pokorný). Zde prožila milostný poměr s hercem Eduardem Vojanem.  
V roce 1879 získala angažmá v pražském Prozatímním divadle, odkud v roce 1881 přešla s velkou částí hereckého souboru do nově vzniklého Národního divadla. V divadle soupeřila o role s tehdy významnými herečkami – Otýlií Sklenářovou a Marií Bittnerovou. V divadle měla Pospíšilová svého ochránce, kterým byl režisér Antonín Pulda, její učitel a přítel, později snad i milenec. Pulda byl bez pochyby velký divadelní pedagog a Pospíšilová mu po celý život vyjadřovala vděčnost.

## Spor s ředitelemŠubertem

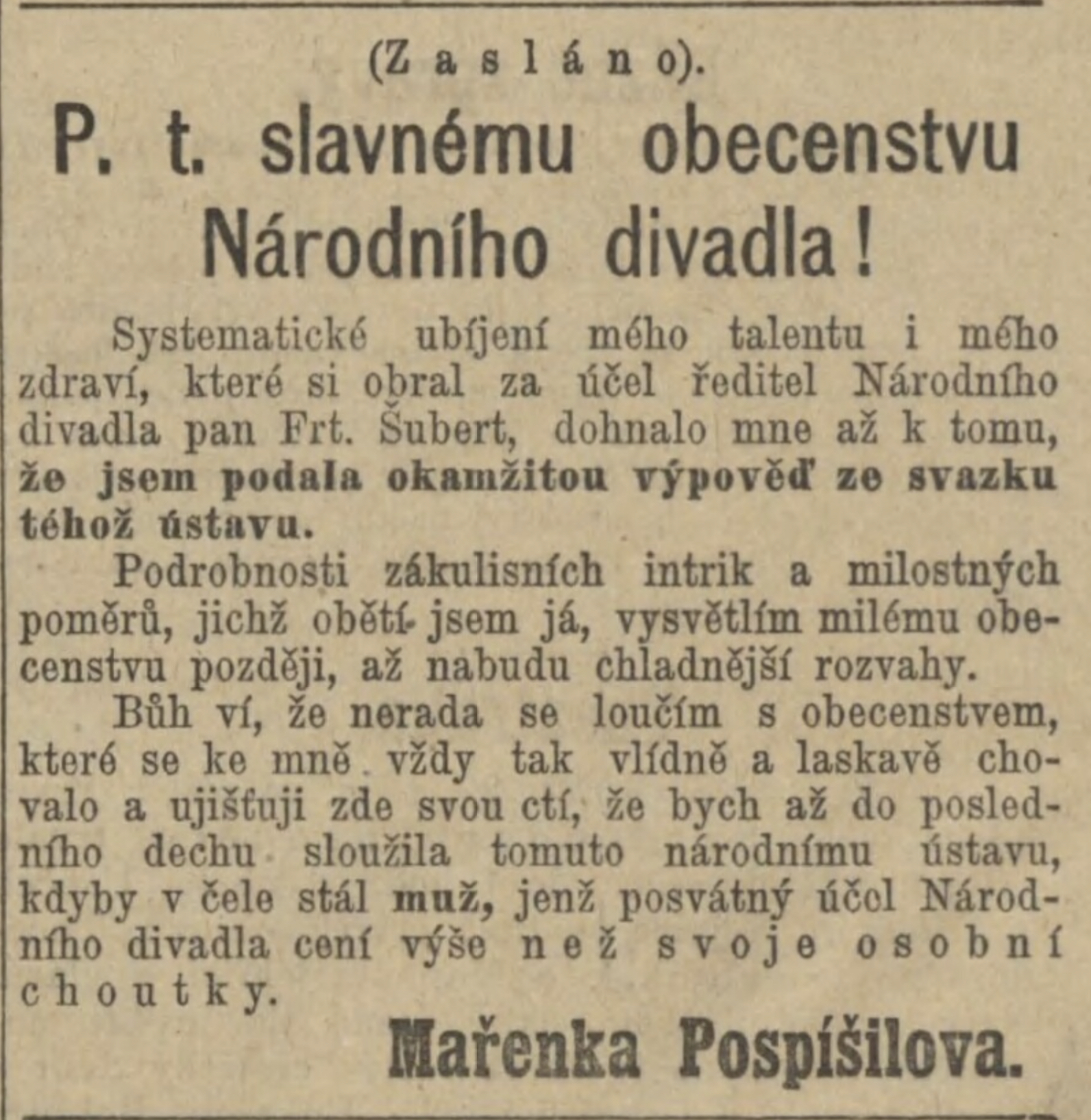
Zásláno Marie Pospíšilové v Národních listech 30. prosince 1884

Podle mnoha výpovědí byl Pospíšilová velmi tvrdohlavá, sebestředná a těžko se s ní pracovalo. Stejně jako její starší soupeřka Marie Bittnerová usilovala o hlavní role v tragickém oboru (činoherní herci se dělili do “oborů” podle naturelu - komediálního, tragického, romantického atd., ten tragický měl největší popularitu a prestiž). Dramaturg divadla Ladislav Stroupežnický, který si vedl poznámky o hercích souboru, si o ní poznamenal: "Rtuť, vášeň, rozmazlené dítě.":s.67
Pospíšilová i Pulda nesouhlasili, stejně jako mnoho jiných herců, s autoritativním vedením ředitele Národního divadla Františka Adolfa Šuberta, který protežoval svou vlastní oblíbenkyni, herečku Bittnerovou (zda byla Bittnerová Šubertovou milenkou, je sporné, ale ne nemožné - paměti, které na sklonku svého života sepsal její manžel, herec Jiří Bittner, po jeho smrti Šubert odnesl z jeho literární pozůstalosti a zničil).
Nejprve Pulda vystoupil proti dramaturgovi Stroupežnickému, poté se Pospíšilová vzepřela autoritě ředitele, který byl mimo jiné známý tím, že udržoval milostné poměry s herečkami souboru a často je odměňoval rolemi nebo finančními bonusy (mezi jeho milenky patřily např. Hana Benoniová, Marie Laudová nebo Karla Velsová). Skandály tohoto druhu, zejména u muže tak vysoce postaveného, se v tehdejších médiích objevovaly jen zřídka, nicméně o poměrech v Národní divadle vypovídá řada soukromých deníkových záznamů (např. Anna Lauermannová-Mikschová nebo Marie Červinková-Riegrová).
V zimě roku 1884, po ostrých sporech s režisérem o jeho rozhodnutí o obsazení, se mu odmítla nadále podřizovat a zveřejnila svůj kritický názor na poměry v divadle: ”Systematické ubíjení mého talentu i mého zdraví, které si obral za účel ředitel Národního divadla p. Fr. Šubert, dohnalo mne až k tomu, že jsem podala okamžitou výpověď ze svazku téhož ústavu. Podrobnosti zákulisních intrik a milostných poměrů, jejichž obětí jsem já, vysvětlím milému obecenstvu, až nabudu chladnější rozvahy. Bůhví že nerada se loučím s obecenstvem, které se ke mně vždy tak vlídně a laskavě chovalo, a ujišťuji zde svou ctí, že bych až do posledního dechu sloužila tomuto národnímu ústavu, kdyby v čele stál muž, jenž postvátný účel Národního divadla cení výše než svoje choutky.”:s.67 Pospíšilová byla první a jediná, která o sexuálních stycích Šuberta s herečkami promluvila veřejně. Tento text vyšel v Národních listech a byl rozdáván před Národním divadlem v den představení Marie Bittnerové. Oba, Pospíšilová i Pulda, byli propuštěni. Pokoušeli se o smíření se Šubertem, ale marně. Šubert jejich omluvu nepřijal.:s.67 Řada českých politiků se snažila zmírnit režisérovu tvrdost a prosila za návrat Pospíšilové, ale také marně. Šubert jí už tuto urážku na cti nikdy neodpustil. Ke stížnosti Pospíšilové se nikdo veřejně nepřidal a Šubert udržoval milostné poměry s herečkami a tanečnicemi až do svého odchodu z Národního divadla. Jeden z mála, který se rozhodl stížnost Pospíšilové nesmést pod stůl, byl divadelní žurnalista Jan Ladecký, velký Šubertův kritik, který se k aféře vracel ve svém časopise Česká Thalia.

## Berlín a Vídeň

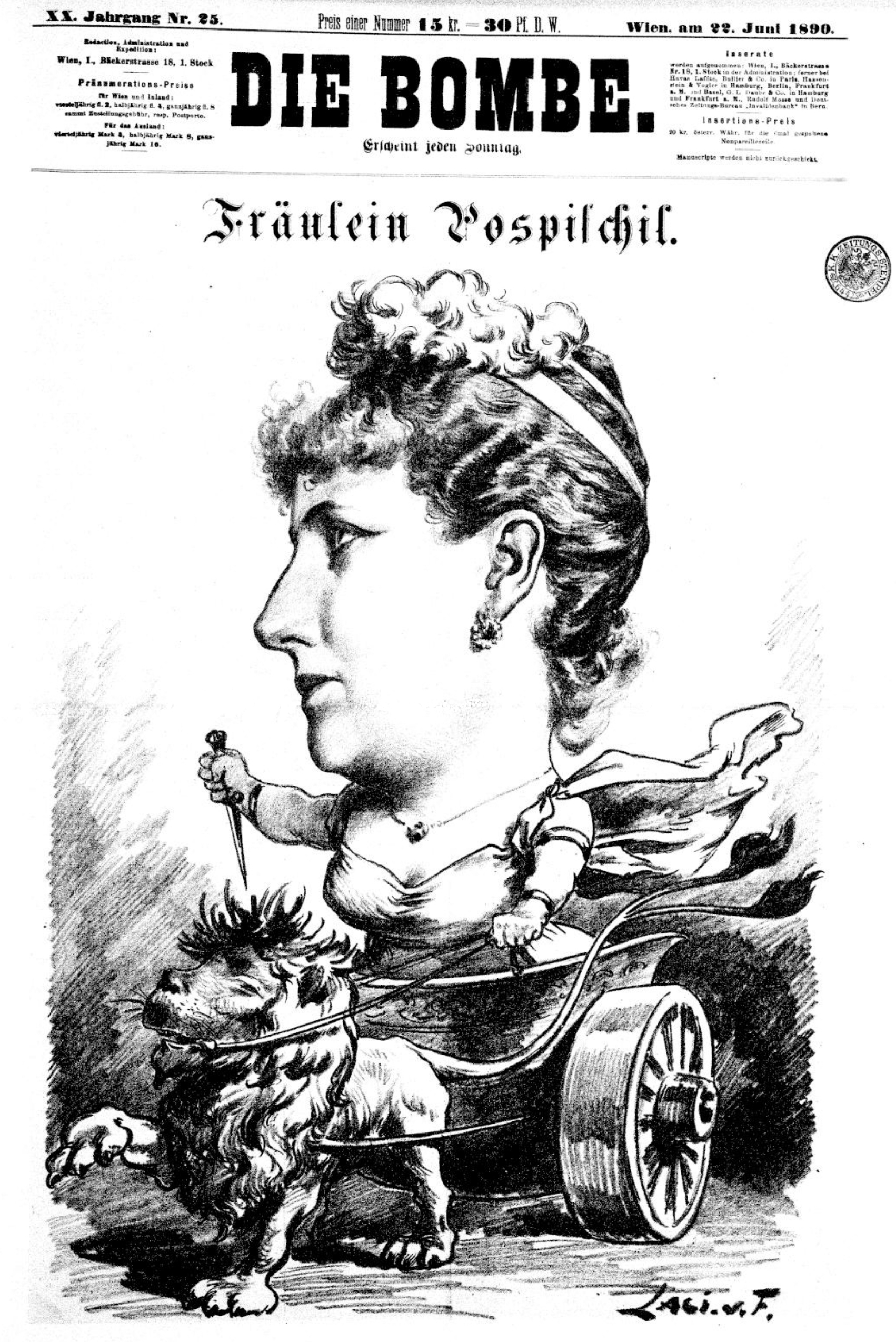
Marie Pospíšilová vjíždí do Burgtheateru na českém lvu, titulka časopisu Die Bombe z června 1890
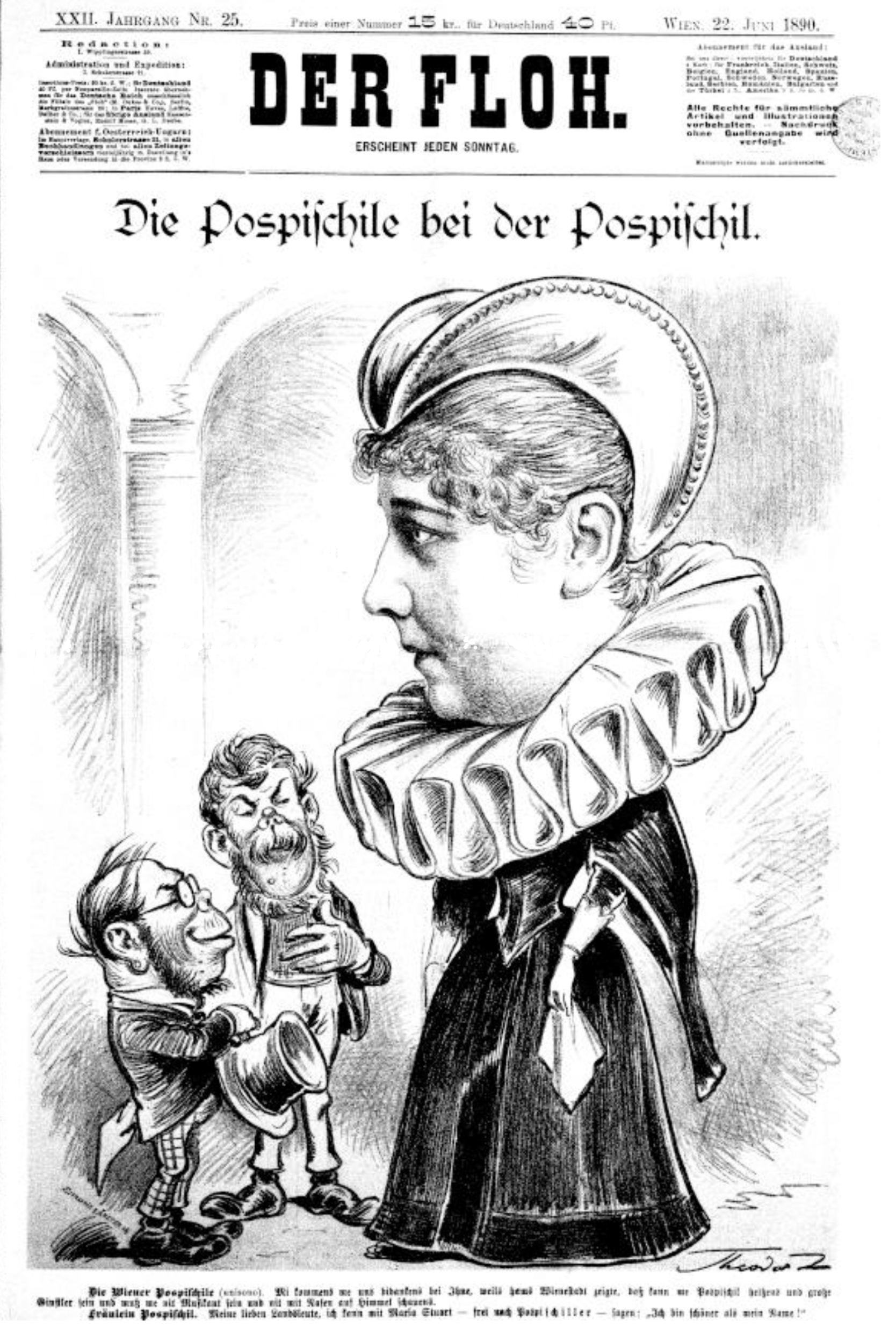
Maria “Pospischiller” Pospischil jako Schillerovská vladařka
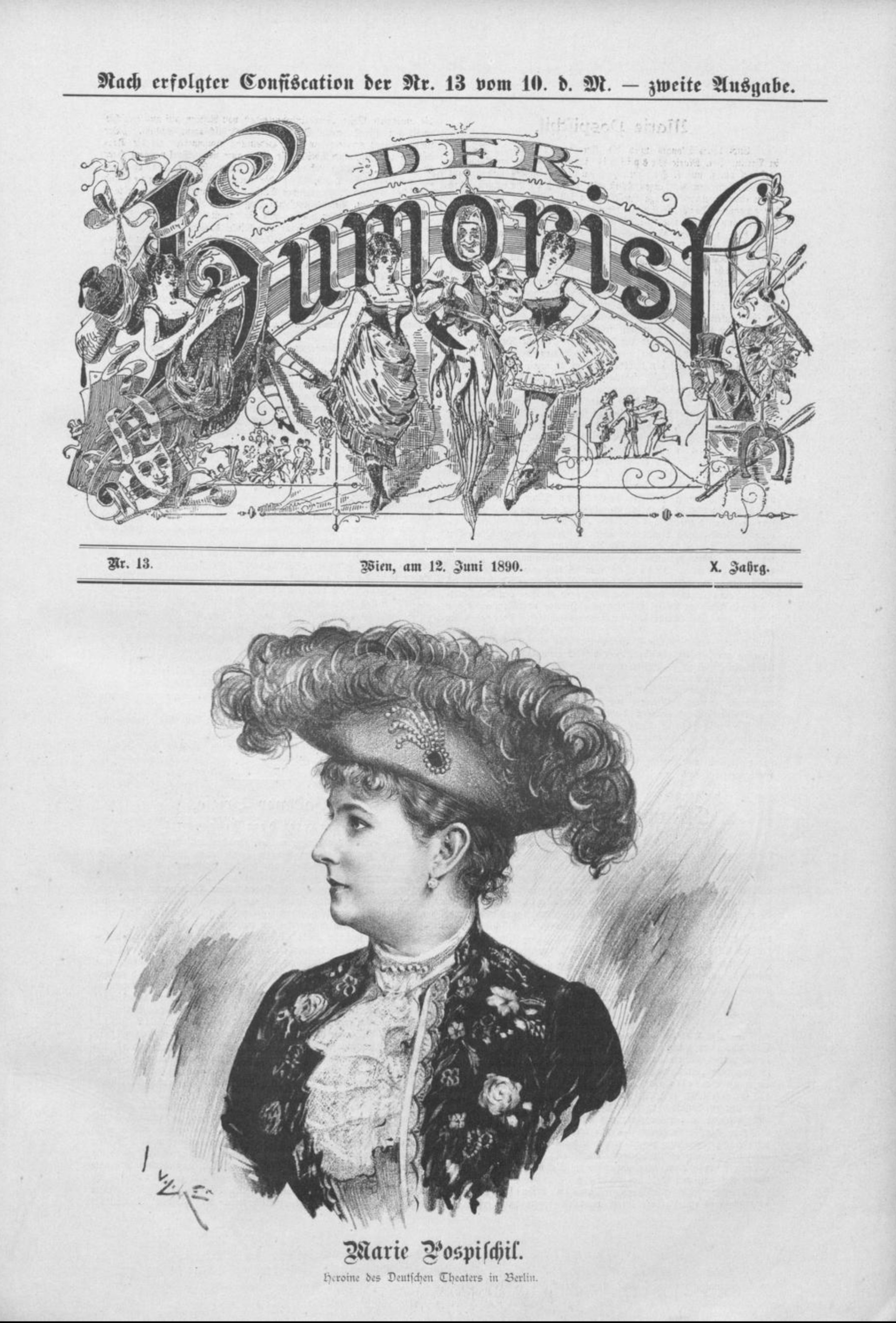
Maria Pospischil v časopise Der Humorist
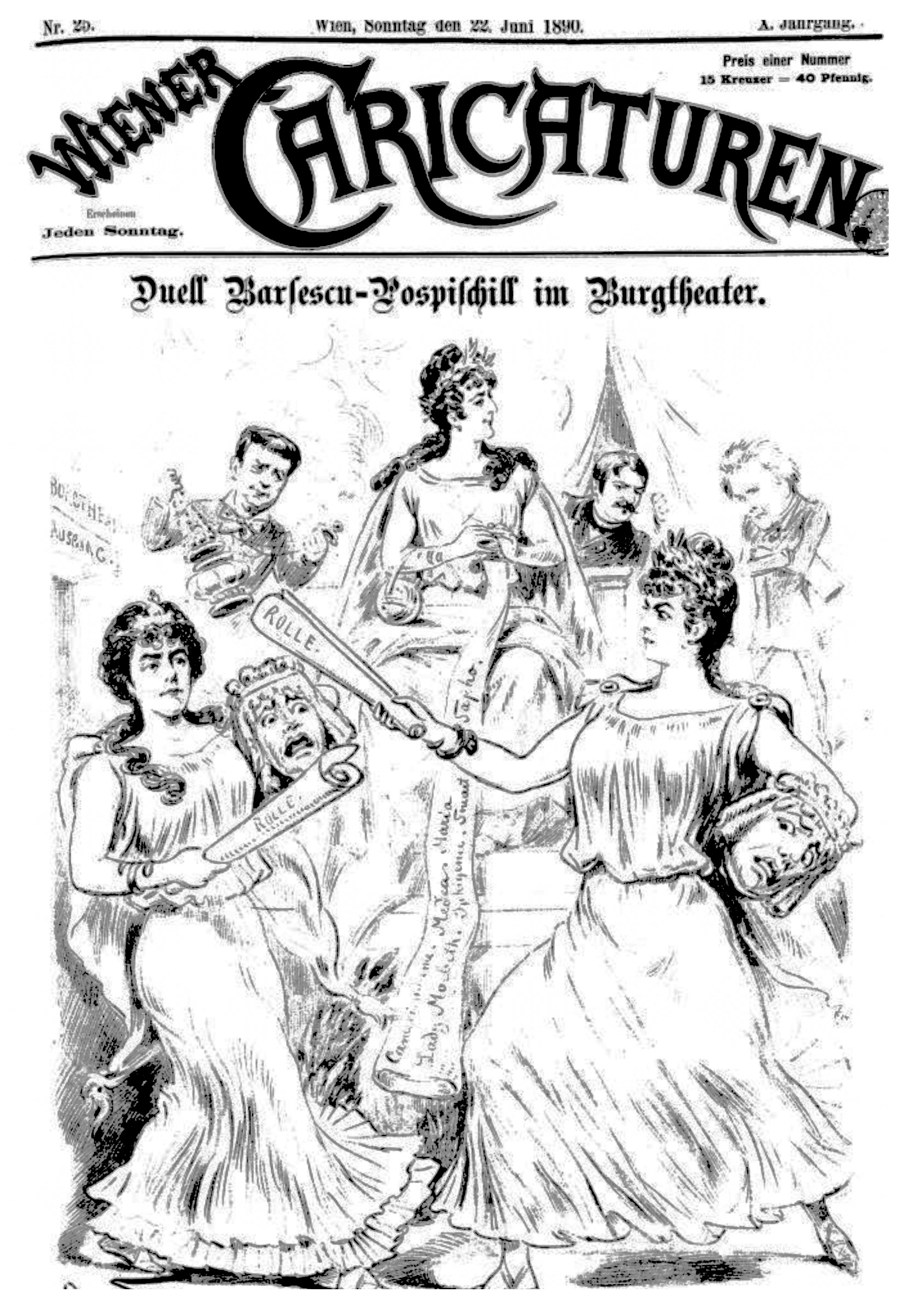
Agatha Bârsescu a Maria Pospischil bojují, zatímco Charlotte Wolter klidně přihlíží
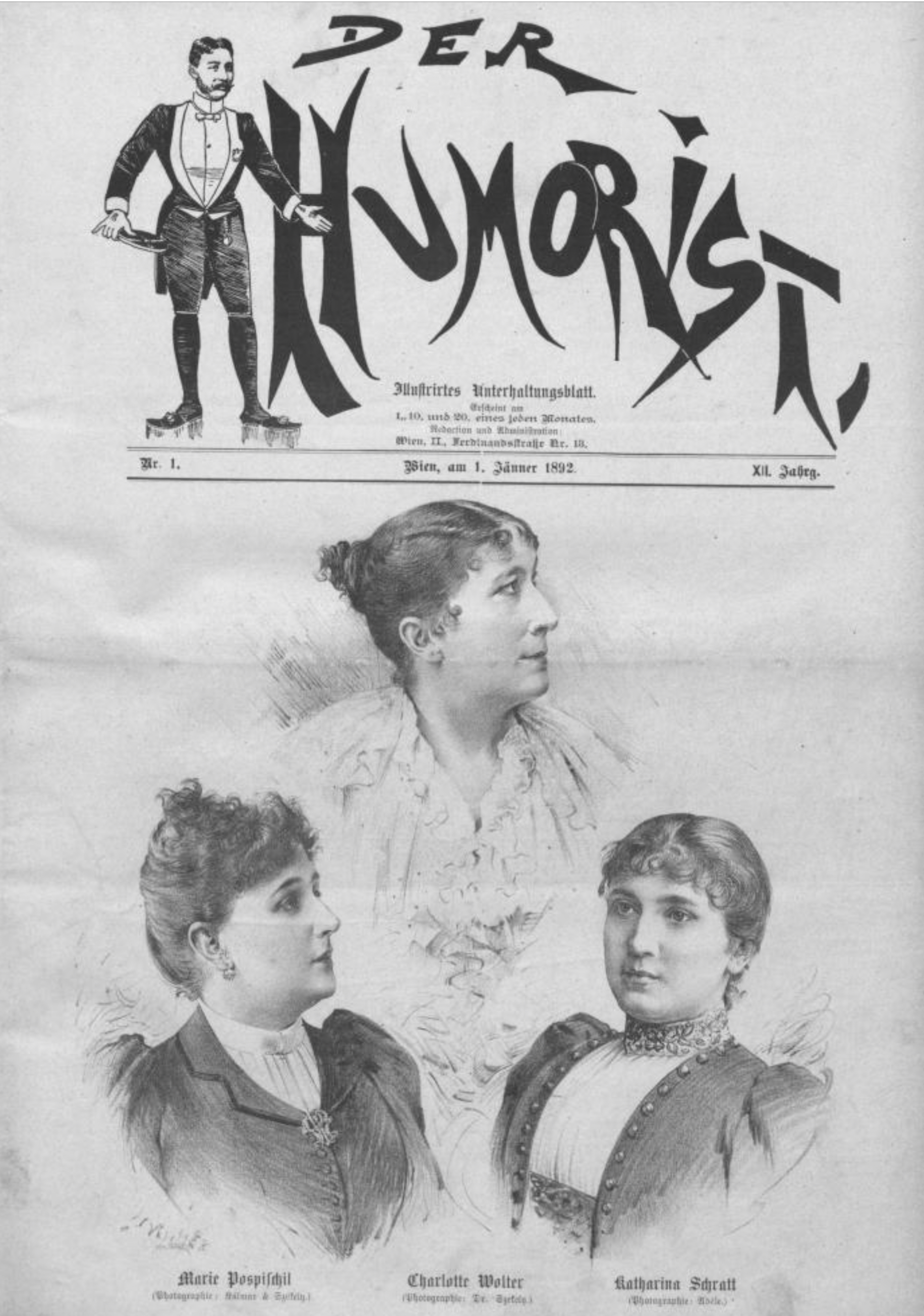
umělecká trojíce Burgtheateru: Charlotte Wolter (top), Marie Pospíšilová a Katharina Schratt

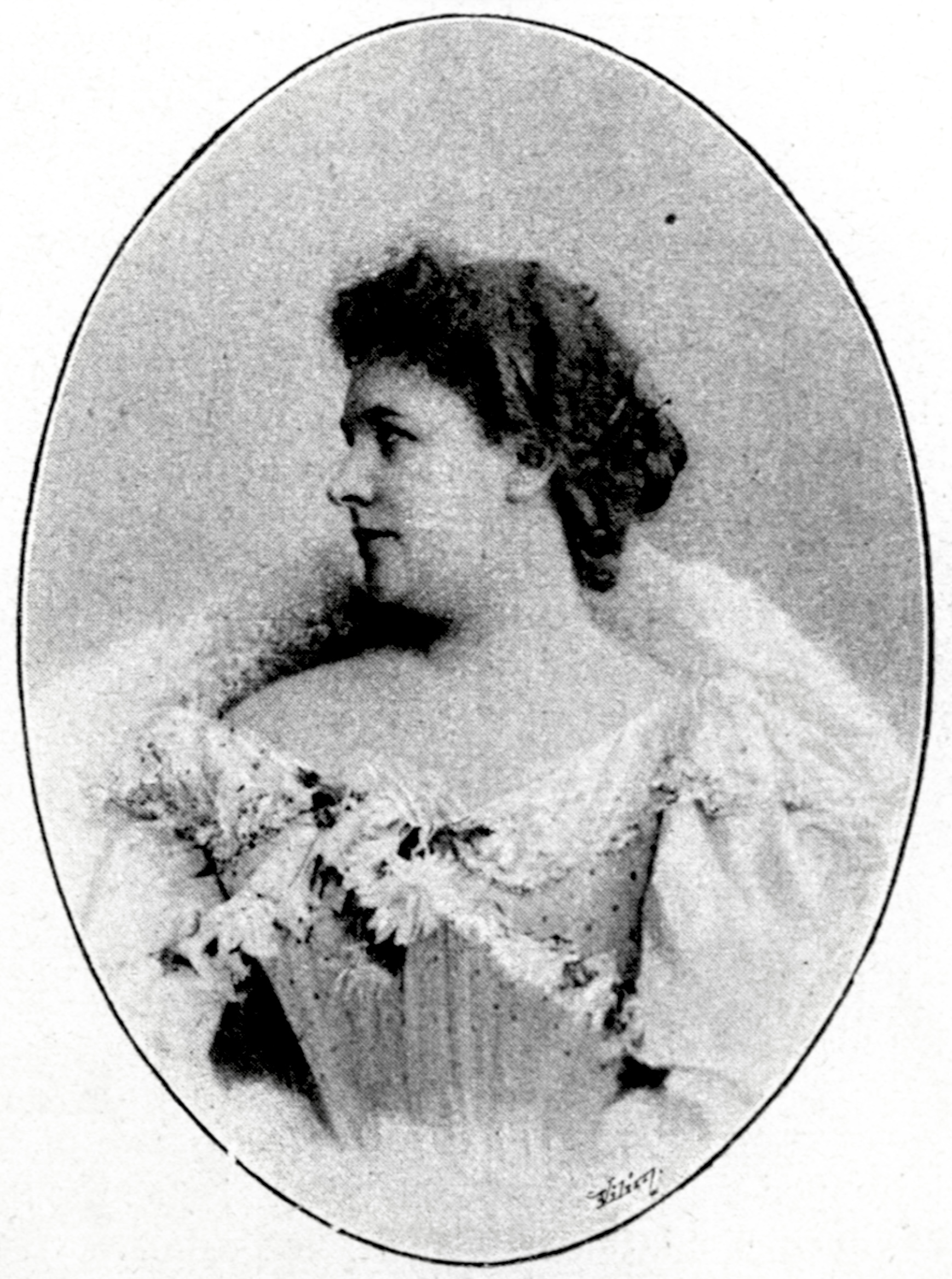
Marie Pospíšilová kolem roku 1895

Ještě v tomtéž roce vystoupila pohostinsky v polském Krakově a pak v srpnu 1885 v pražském německém divadle, čímž proti sobě popudila pražskou veřejnost, ale pomohlo jí to následně získat angažmá v předních divadlech v Německu a v Rakousku (Drážďany, Hamburk, Vídeň – 1890, Berlín).
V roce 1890 odešla do císařského Burgtheater ve Vídni, kam ji pozval ředitel Max Burckhard jako náhradu do oboru tragédek za rumunskou herečku Agathu Bârsescu. Pospíšilová debutovala v roli princezny Eboli v Schillerově tragédii Don Carlos. Dále vystupovala mimo jako titulní Marie Stuartovna nebo William Shakespeare's Julie a dcera krále Leara Goneril. Ve vídeňské premiéře představila také kněžnu Fedoru ze stejnojmenného dramatu Victoriena Sardou (tato role byla napsána pro herečku Sarah Bernhardt). Záhy však vypukl konflikt mezi Pospíšilovou a její stárnoucí, ale velmi oblíbenou herečkou tragických rolí Charlotte Wolter, která se dala slyšet, že “bude radši na jevišti do sta let, než aby přenechala nějakou roli Pospíšilové”. Konflikt, ve kterém Pospíšilová nakonec rezignovala, byl častým tématem vídeňských kulturních novin a otevřel diskusi o budoucnosti a směřování Burgtheateru.
Vídeňská kulturní obec odchodu Pospíšilové litovala (stejně jako později sama herečka), ač na počátku její kariéry ji vyčítali deklamační patos, hereckou manýru, až machu, kterou se podle vídeňských kritiků vyznačovalo české herectví obecně. 
Z Vídně se Pospíšilová vrátila do Berlína, tentokrát do Berliner Theater, které vedl herec a ředitel Ludwig Barnay, jenž se stal jejím nejčastějším hereckým partnerem (Desdemona v Othellovi, Lady Macbeth v Macbethovi atd.). V Berlíně mohla poprvé naplno rozvinout svůj tragický potenciál. Její specialitou byly postavy odsouzené k tragickému skonu a vyžadovaly luxusní róby a kostýmy, které si v té době musely herečky zajišťovat na vlastní náklady, což často znamenalo, že hledaly bohaté mecenáše a sponzory. Pospíšilová se proslavila tím, že investovala velké částky do svých honosných rób a získala status módní ikony. 
Během roku 1894 se rozhodla opustit německé divadlo. Jednou z příčin jejího rozhodnutí mohla být smrt jejího blízkého přítele a bývalého milence Antonína Puldy. Barnay také předal funkci ředitele Berliner Theatre dramatikovi a divadelní kritikovi Oskaru Blumenthalovi, jenž byl následně  Aloisem Praschem.
V druhé polovině 1894 opakovaně pobývala v Praze a její přítomnost vyvolávala pozornost veřejnosti i médií. V letech 1894 a 1895 podnikla turné po Německu. Začala pociťovat příznaky hereckého vyhoření a nebyla spokojená se stavem německého divadelního umění obecně: Nejsem unavená z divadla... Ale jsem – nepotřebná. My herečky tragického oboru jsme téměř všechny zbytečné. Divadla, kde se ještě ctí klasická tragédie, se dají spočítat na jedné ruce. Už se pro nás nepíší nové hry a natož takové, které by stálo za to studovat a hrát, a i přední divadla uvádějí klasické drama jen zřídka a ze slušnosti. Všechna naše divadla se jsou komerční domy a etický cíl se zcela ztratil ze zřetele... Takže odejdu z jeviště a - počkám. Ještě počkám. Ještě nejsem tak stará a já - Mám čas."

## Pokus o návrat do Prahy

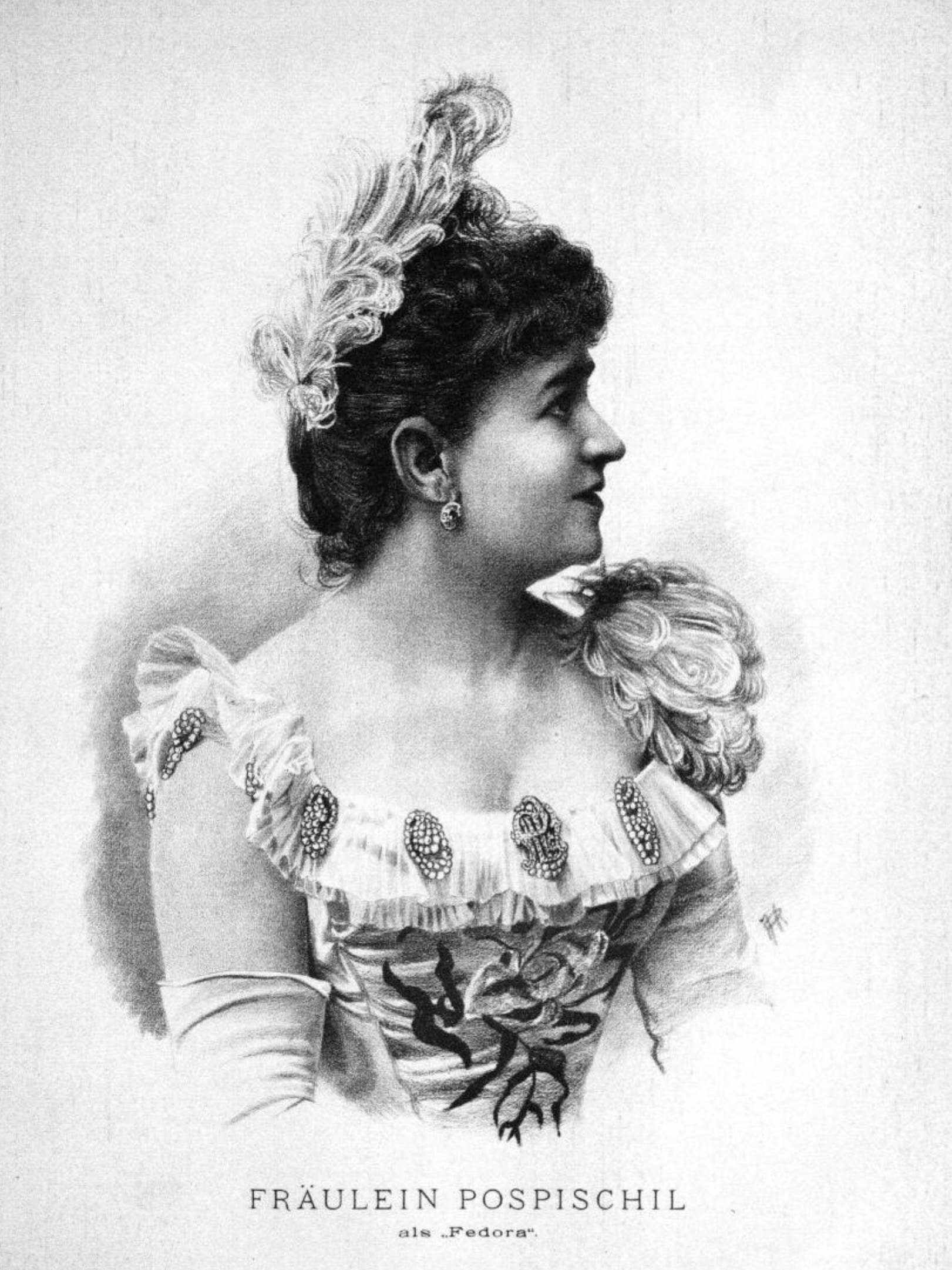
Marie Pospíšilová v roli kněžny Fedory

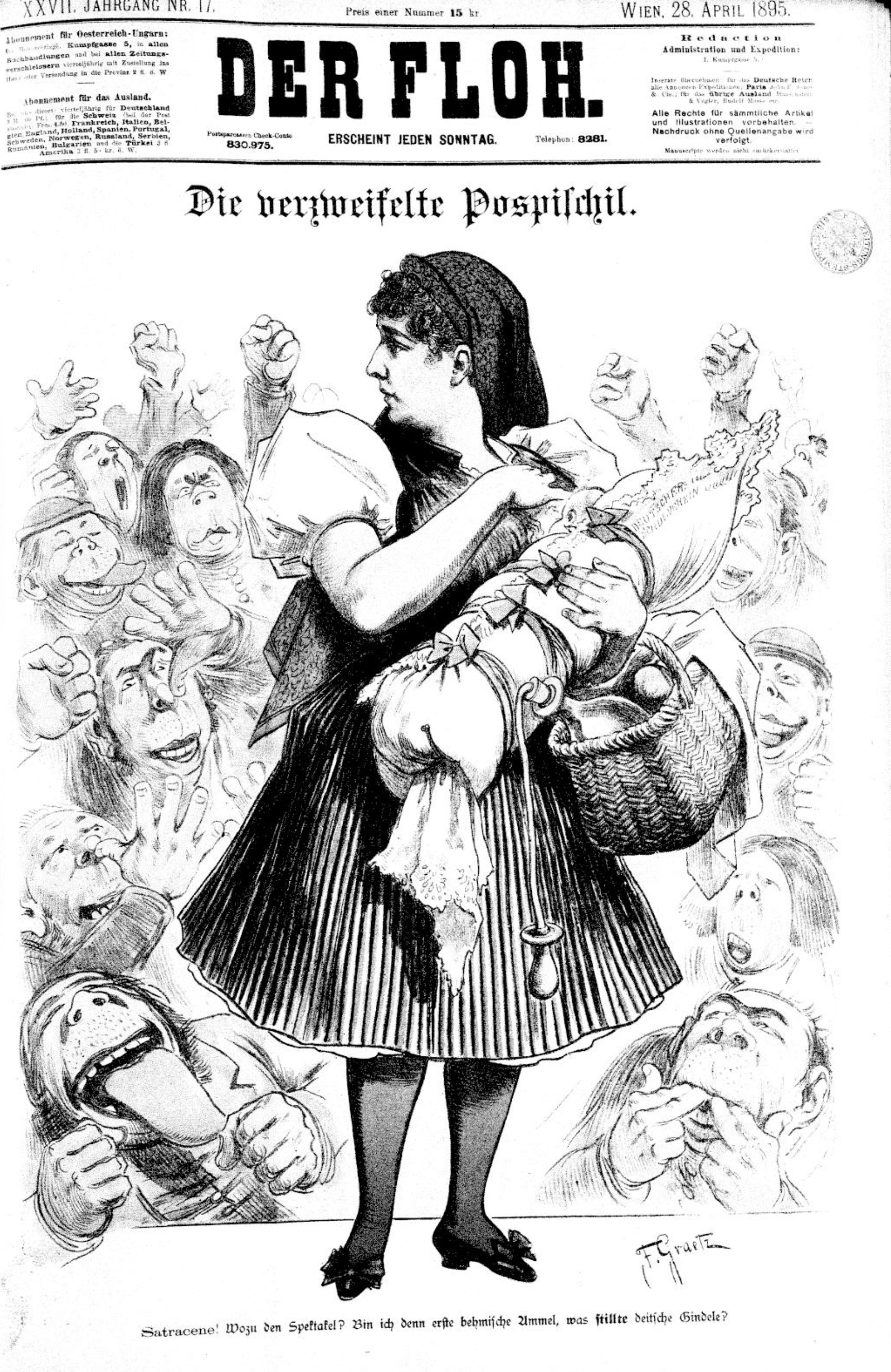
Marie Pospíšilová jako Mařenka (hloupá česká selka) z Prodané nevěsty čelí nacionalistické bouři v Národním divadle

O deset let později, v roce 1895, byla pozvána Družstvem Národního divadla (konkrétně předsedou Družstva, JUDr. Janem Růžičkou) proti vůli ředitele Šuberta. Mezi Šubertem a Růžičkou v té době došlo k ostrému sporu o rozsahu kompetencí ředitele a je možné, že angažování Pospíšilové bylo pouze lakmusovým papírkem ředitelova vlivu. Ředitel Šubert také popouzel část společnosti svými milostnými vztahy s herečkami a tanečnicemi souboru (mezi jeho milenky patřily například Hana Benoniová či Marie Laudová).
Ředitel se rozhodl Pospíšilové ostentativně vyhýbat a měl z divadla dlouhodobou dovolenou a věnoval se přípravě národopisné výstavy, správním výborem Družstva ND k pohostinským vystoupením v pražském Národním divadle, což vyvolalo opět rozporuplné reakce a byla znovu obviňována ze zrady národních zájmů v roce 1885, kdy začala hrát v německých divadlech. Za Pospíšilovou se postavili Mladočeši a F. X. Šalda v časopise Rozhledy, proti vystoupili Staročeši, kteří publikovali odmítavé články mj. v Národních listech a v časopise Čas, kde Jan Herben zvolil velmi radikální rétoriku: “Kdo zběhne, odstřelte ho.,” čímž pranýřoval hereččino porušení národní disciplíny. Mezi další odpůrce Pospíšilové patřili např. Jaroslav Kvapil, či Ignát Herrmann.
Divadelní kritik Jaroslav Kvapil se domníval, že problém byl kosmopolitní životní postoj Pospischil, který v českém prostředí vyvolával odpor: “Svým internacionalismem přes různá novinářská prohlášeni - se slečna netají a nad to cely její život dosavadní jest důkazem, že podstaty naší nelibosti vůči jejím skutkům dřívějším chápat nemohla.” K hereččině neoblíbenosti mezi radikálními vlastenci přispěl i fakt, že byla považována za milenku zemského místodržitele, hraběte Františka z Thun-Hohensteinu.
Při jejím prvním vystoupení v Národním divadle po jedenácti letech v roli ruské kněžny Fedory oblehly divadlo stovky studentů demonstrujících proti národní zrádkyni. Dalších více než sto protestujících se rozhodlo pískotem, křikem a dupáním narušit její představení. Po jedenácti minutách protestů, kdy Pospíšilová trpělivě čekala na jevišti v kajícném postoji prosebnice, bylo deset nejhorlivějších demonstrantů zatčeno a ostatní se zklidnili, takže představení mohlo začít. Podle výpovědí divadelních zasvěcenců měl financování této demonstrace na svědomí ředitel Šubert, který doufal, že se mu podaří herečku zdiskreditovat.
Pospíšilová si prosadila několik nezvykle výhodných výjimek. Podepsala smlouvu s výjimečnou gáží i podmínkami. Pospíšilová byla první herečkou, jejíž smluvní honorář byl dvojnásobně vysoký oproti honoráři muže. Zároveň si písemně vymínila, že ředitel Šubert nebude zasahovat do její umělecké činnosti.
Následně po podepsání Pospíšilová Šuberta vyhledala a nabídla mu smír. Ředitel vznesl námitky, choval se k Pospíšilové arogantně a ona ve zlosti odešla. Po neúspěšném osobním setkání s ním Pospíšilová smlouvu roztrhala a vrátila se natrvalo k německému divadlu. Jejím posledním pohostinským vystoupením v Národním divadle a v českém jazyce byla role Blaženy v Shakespearově hře „Mnoho povyku pro nic“ dne 15. června 1895.
V době svého pobytu v Praze byla členkou Amerického klubu dam, prvního českého ženského spolku založeného Karolínou Světlou a Vojtou Náprstkem.

## Po odchodu z Prahy

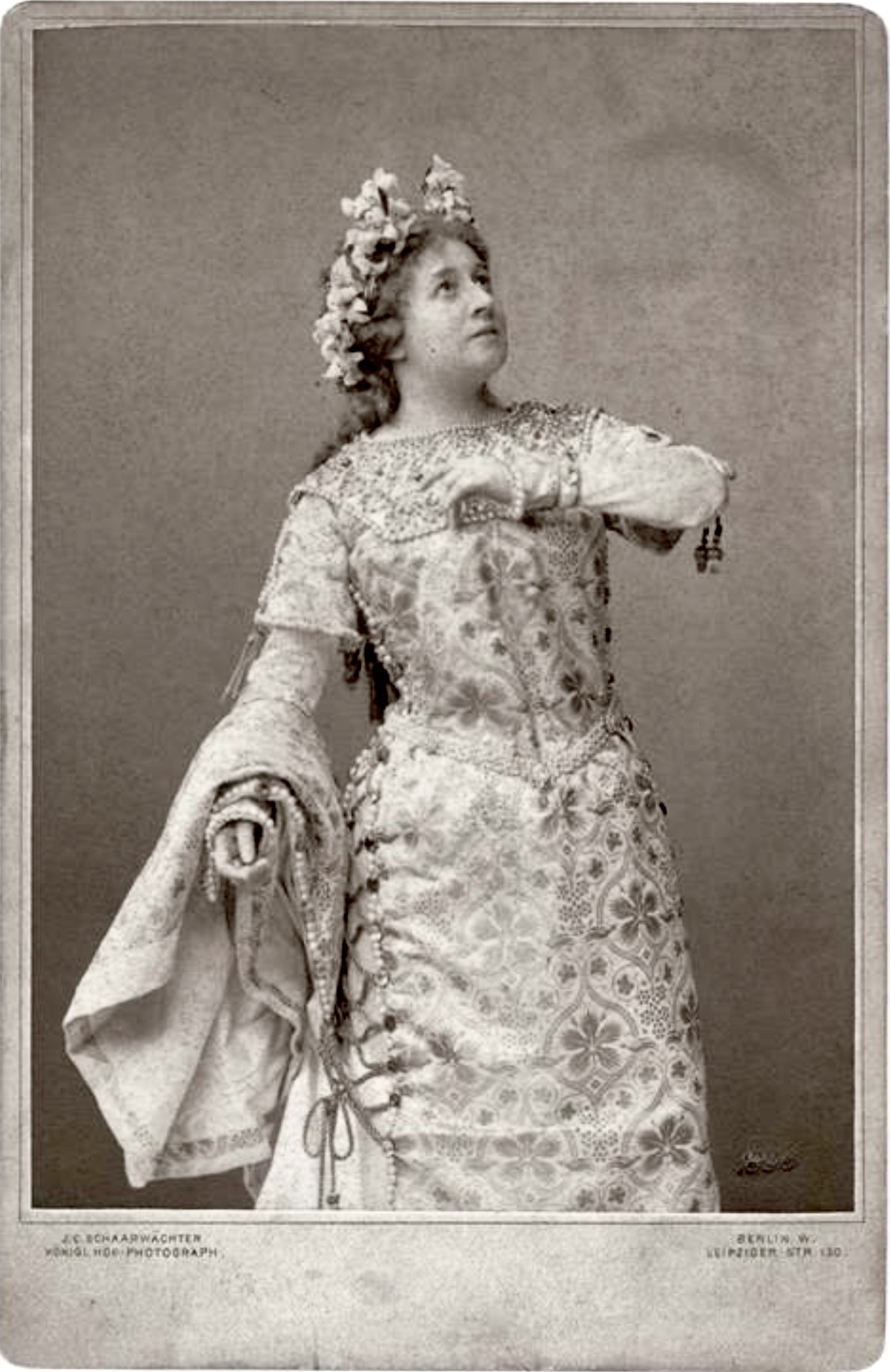
Marie Pospíšilová
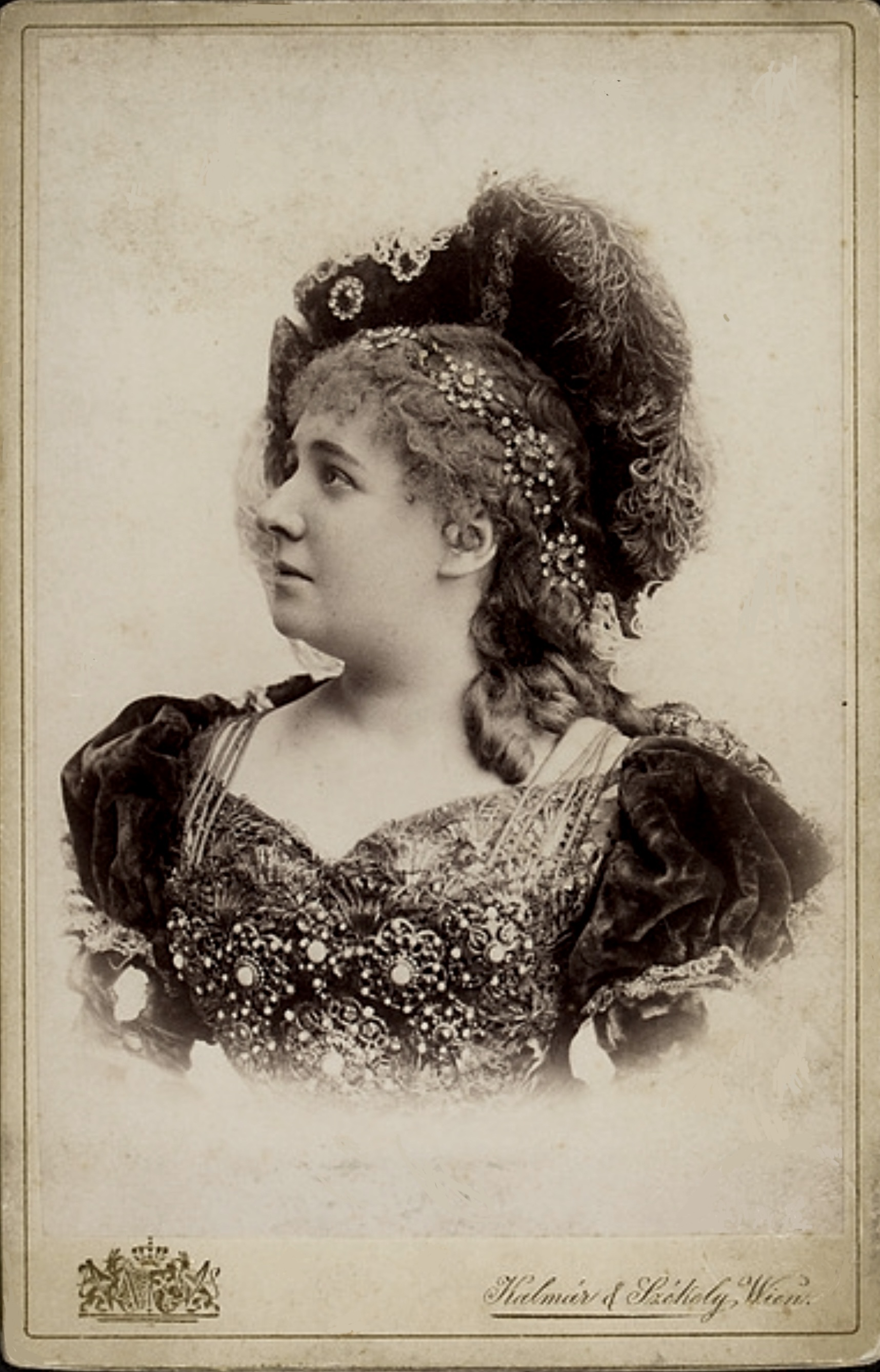
Marie Pospíšilová
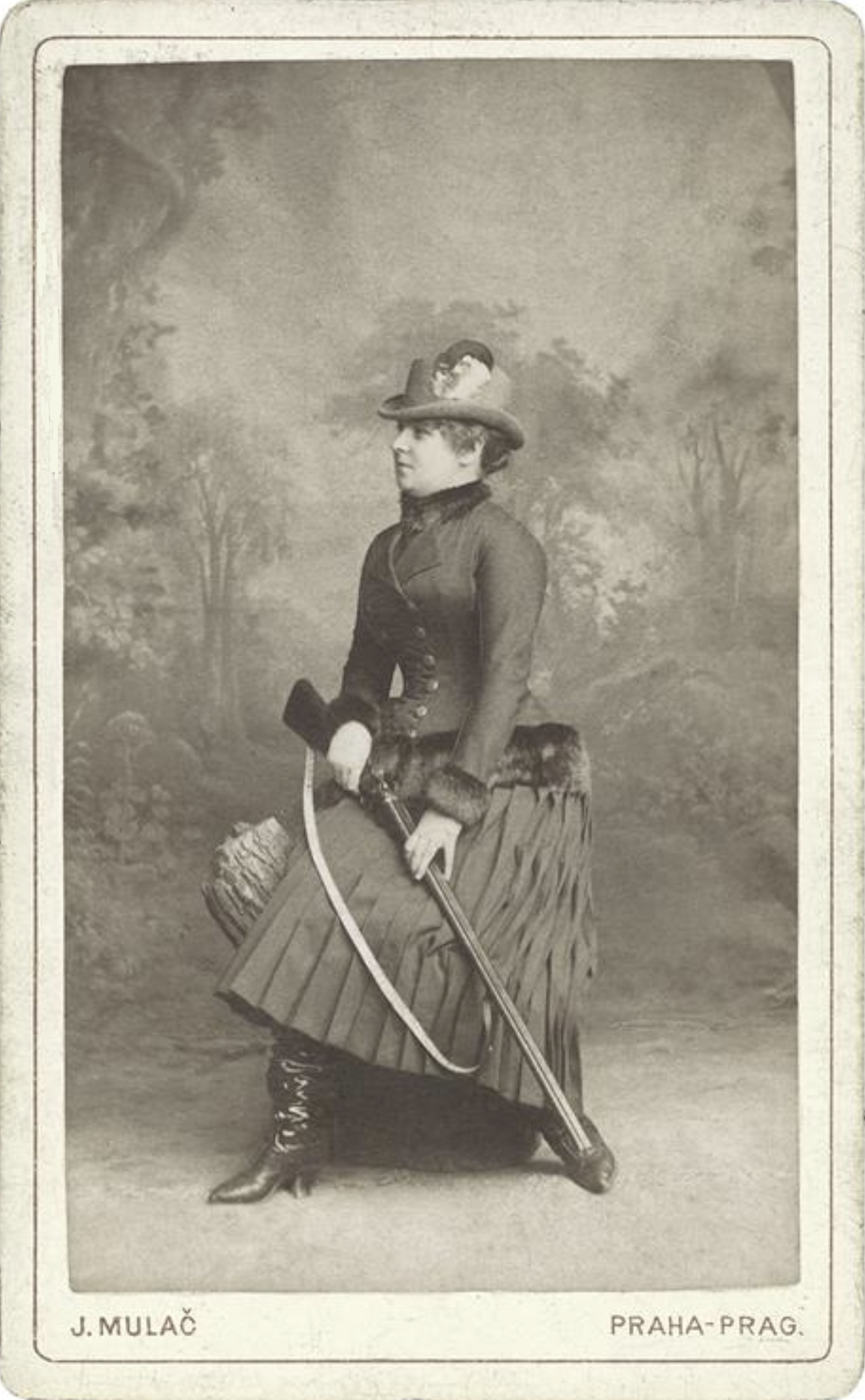
Marie Pospíšilová v loveckém na fotografii Jana Mulače
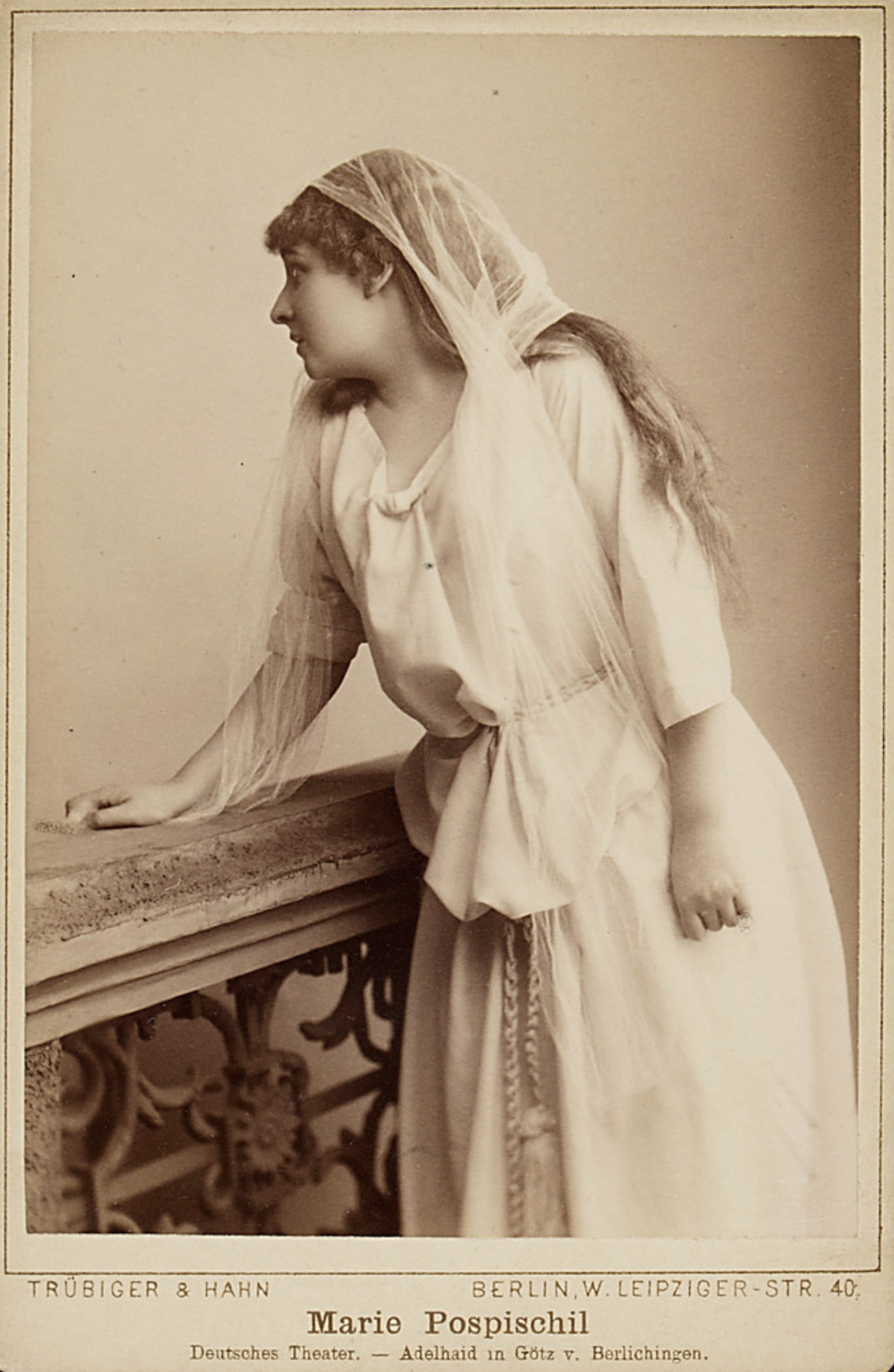
Marie Pospíšilová jako Adelheid v Götzovi von Berlichingen
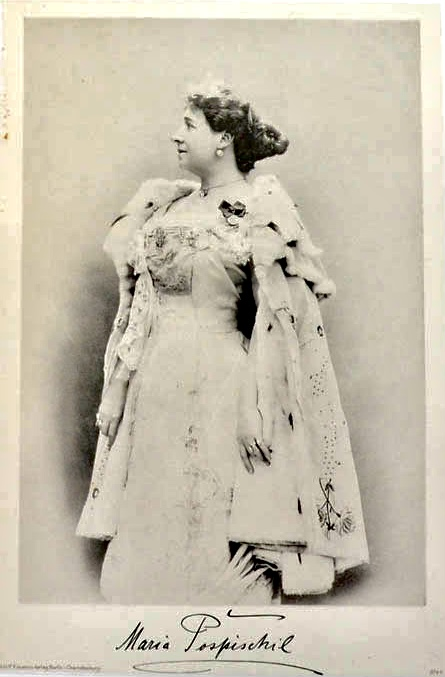
Marie Pospíšilová

Pospíšilová se vrátila do Berlína, kde působila do roku 1897, kdy odešla do Hamburku. Tam zůstala až do roku 1907. Působila už výhradně v německém divadle a postupem času byl její český původ zcela zapomenut a byla označována za německou herečku.
V roce 1897 hostovala v drážďanském dvorním divadle a v Meiningenu. Ve stejném roce absolvovala turné do Ruska a vystupovala v několika hrách v Alexandrinském divadle v Petrohradu. V roce 1900 vystupovala v Londýně.
V roce 1906 založila svůj vlastní divadelní soubor Pospischil-Ensemble a vystupovala v Berlíně jako Fédora a Grillparzerova Medea. Uvedla svou první divadelní režii (inscenaci pouze režírovala, nehrála v ní), Shakespearovu romanci Cymbelín. Společnost, ač neměla dlouhého trvání, zaznamenala značný úspěch.
Pospíšilová zůstala v Hamburg až do roku 1907, kdy ukončila svou herecku kariéru. Když se začaly objevoval hlasy o tom, že je na tragický obor příliš stará, dobrovolně odešla, neboť odmítala z tragického oboru přejít do oboru starých matrón. Bylo jí 45 let, zatímco jiné herečky (Sarah Bernhardt, Charlotte Wolter), i přes kritické hlasy o jejich stáří, hrály do mnohem vyššího věku.
V období 1909 až 1913 byla ředitelkou německého městského divadla v Ústí nad Labem.
Ačkoli v roce 1895 prohlásila v interview jednoho německého časopisu: "Nechci se vdávat, protože nemám rozhodně v úmyslu vzdát se umění, k němuž jsem vášnivě připoutána a protože pevně věřím, že se umění neslučuje s manželstvím", v roce 1897 se vdala za penzionovaného pruského důstojníka, majora  Georga von Hirschberg a měli spolu dceru a syna. :s.91  Poté někdy užívala umělecké jméno Maria von Hirschberg. Ovdověla v roce 1930.
Zemřela v roce 1943 při cestě do lázní Tergernsee. Byla zpopelněna v Mnichově a pohřbena v Berlíně.

## Literární činnost

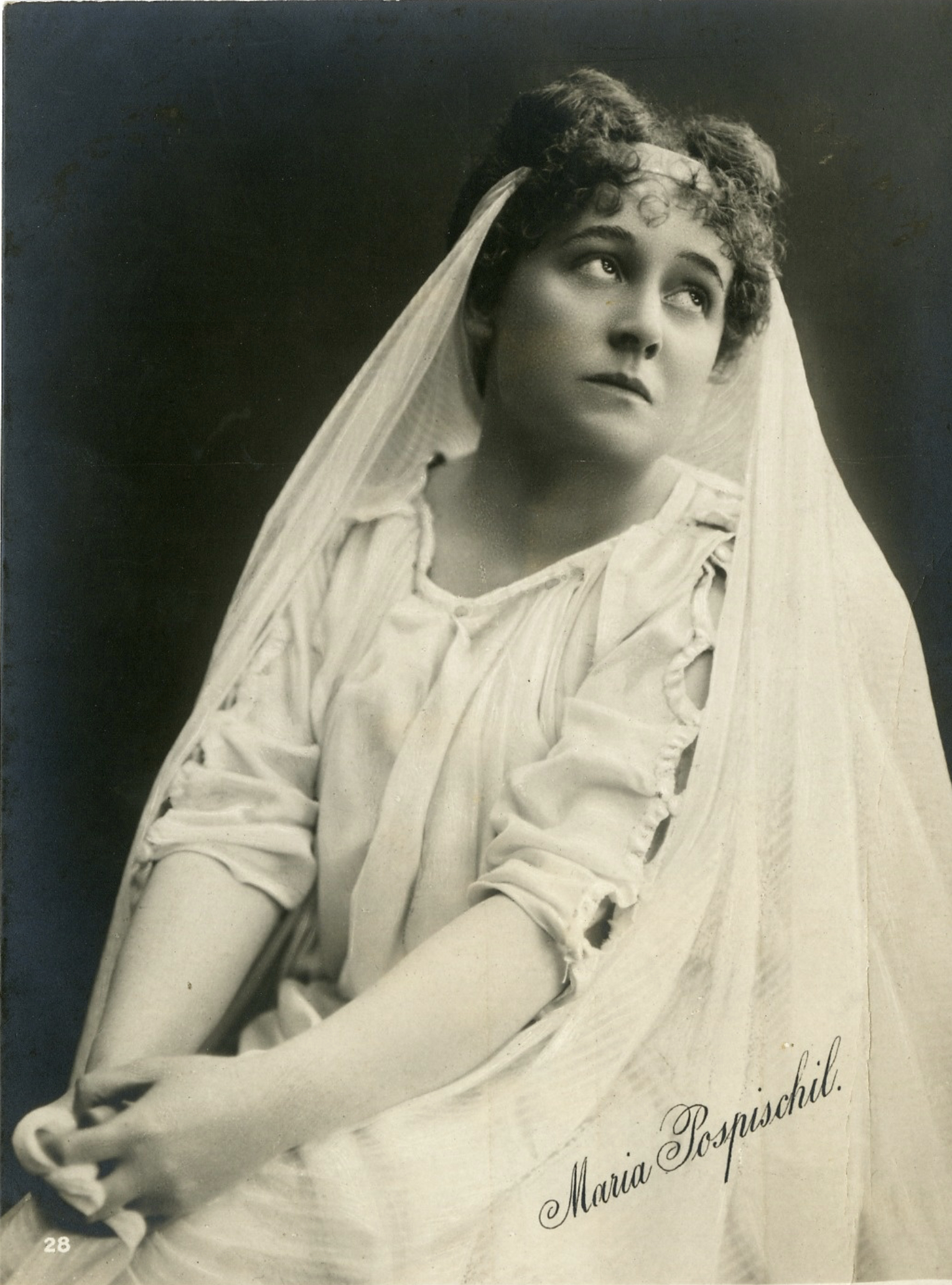
Pohlednice s Marií Pospischil zamýšlené póze

Pospíšová se příležitostně věnovala psaní. Několikrát odpovídala na dotazy v časopisech. Nejslavnější je její odpověď v tzv. Huboičkové anketě o povaze polibku na jevišti: "Jelikož jsem zastánkyní pravdy a přirozenosti na jevišti, jsem i stoupenkyní názoru, že herečka by se měla nechat políbit, či sama svého hereckého partnera líbat, pokud to vyžaduje jevištní akce. Někdy efekt celé scény závisí právě na skutečném opravdovém polibku." Ve své době byly podobné názory stále ještě relativně progresivní a například v britské divadelní tradici se polibky na jevišti stále pouze markýrovaly.
Ještě známější je její příspěvek na téma studu hereček Die Schamhaftigkeit auf der Bühne, kde otevřeně kritizuje nastupující expresionistické divadelní hnutí. K problému studu napsala: “Zdá se mi, že příběh Jana Křtitele, jak je vyprávěn v evangeliích, má dostatečnou dramatickou sílu a krásu, aby se obešel bez jakýchkoli dodatků nebo změn. Ale moderna chce vymýšlet zvrácený rozmar nezralé dívky, která způsobila katastrofu. Jsou tedy požadavky těchto básníků příliš velké a téma příliš komplikované na to, aby je bylo možné se ctí zdramatizovat, nebo spekulují o touze široké veřejnosti po pikantních a silných nápojích, po afrodiziakách, která by bičovala unavené nervy naší doby? Obscénnosti francouzské operety z 60. let 19. století, které se v Německu zpočátku setkaly se silným odporem, jsou nyní pro zasmání jako neškodné a dosáhují rekordní návštěvnosti. A ještě před deseti lety by většinu děl múzy pana Franka Wedekinda jistě citlivé publikum odmítlo a odsunulo do říše tingl-tanglů.“
Jako jedna z prvních žen se věnovala interpretaci Goethovy dramatické básně Faust v knize "Erläuterungen zu Goethes Faust, erster und zweiter Teil".

## Herecký styl

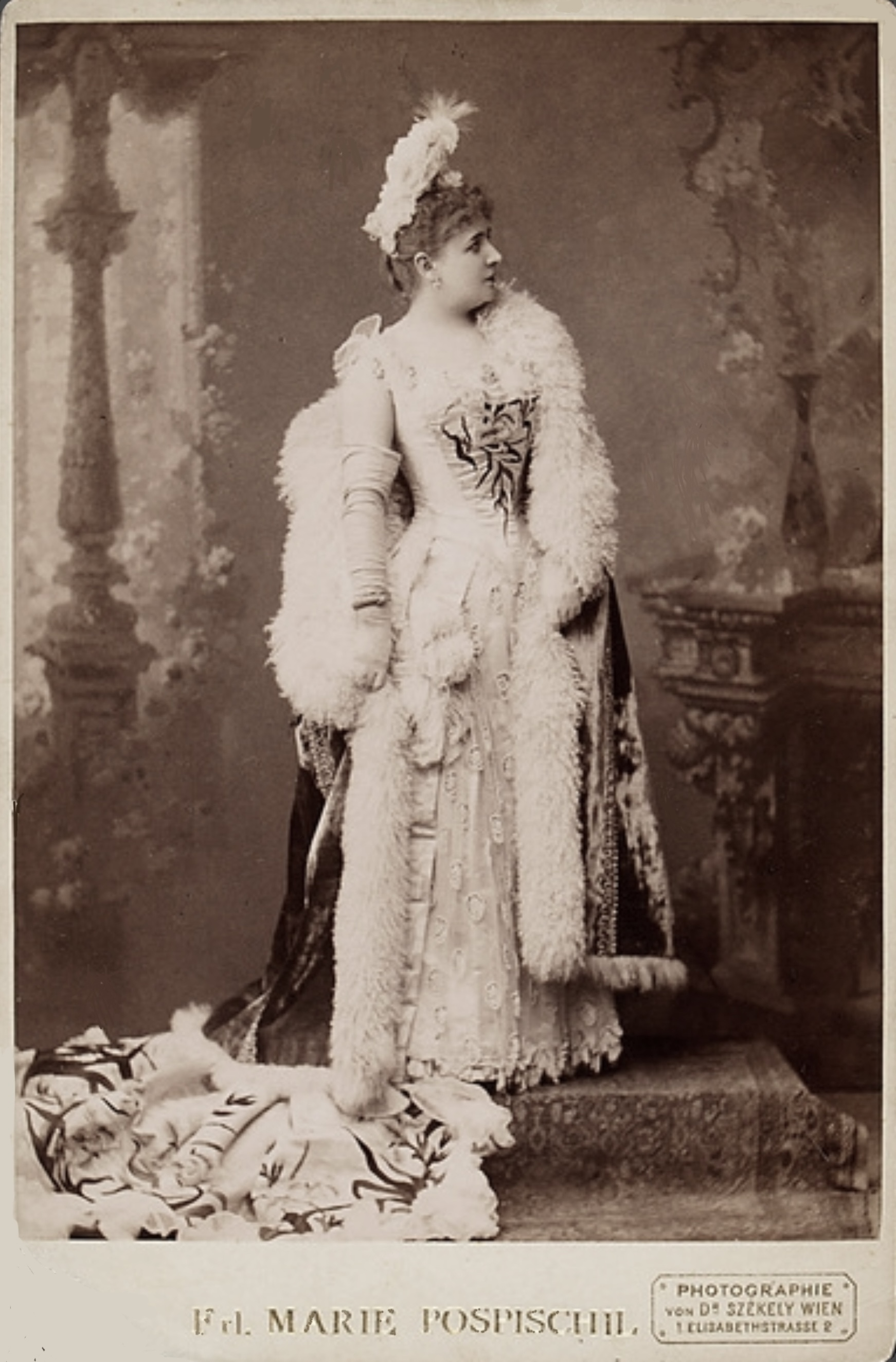
Marie Pospíšilová jako Sardouova Fédora
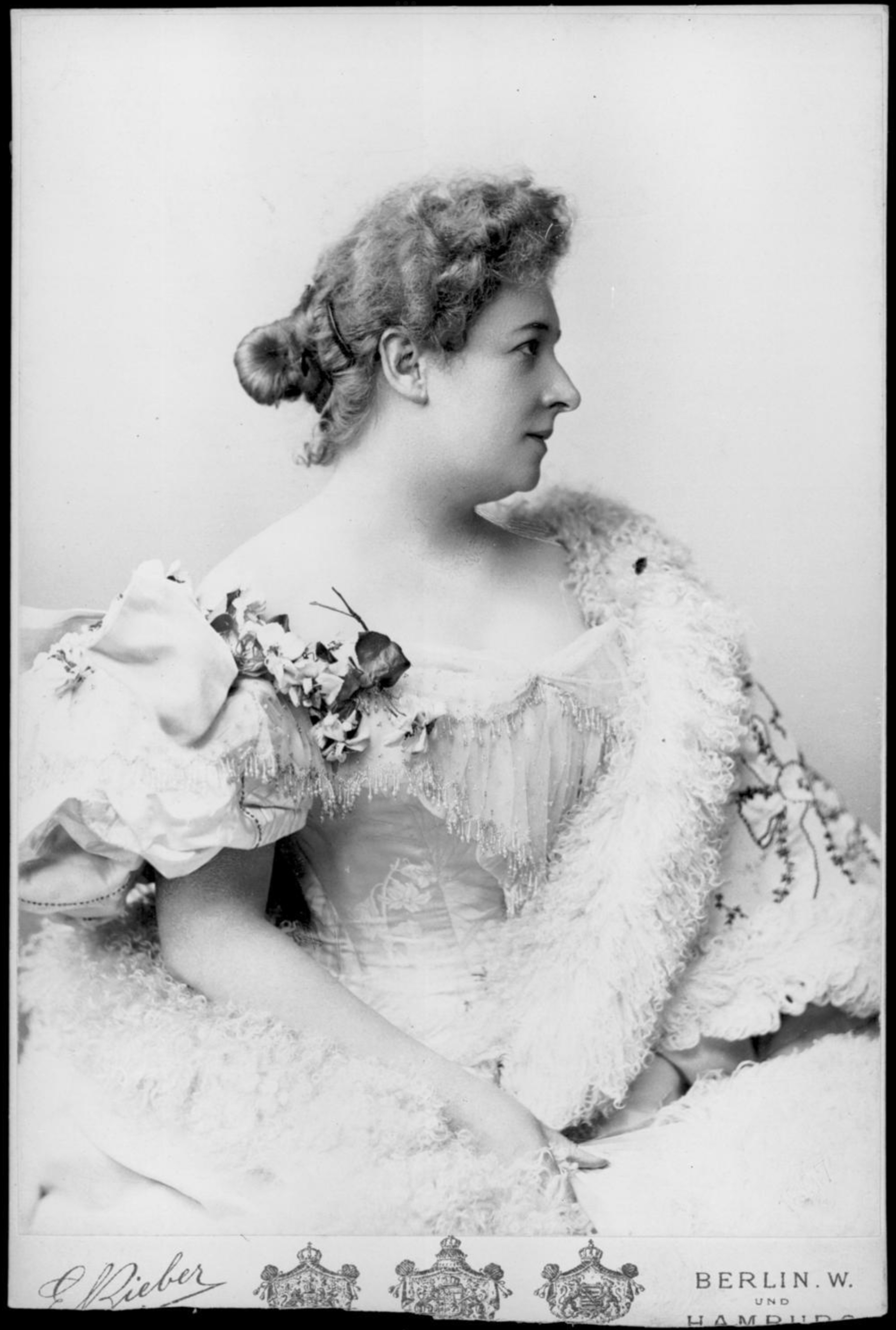
Marie Pospíšilová
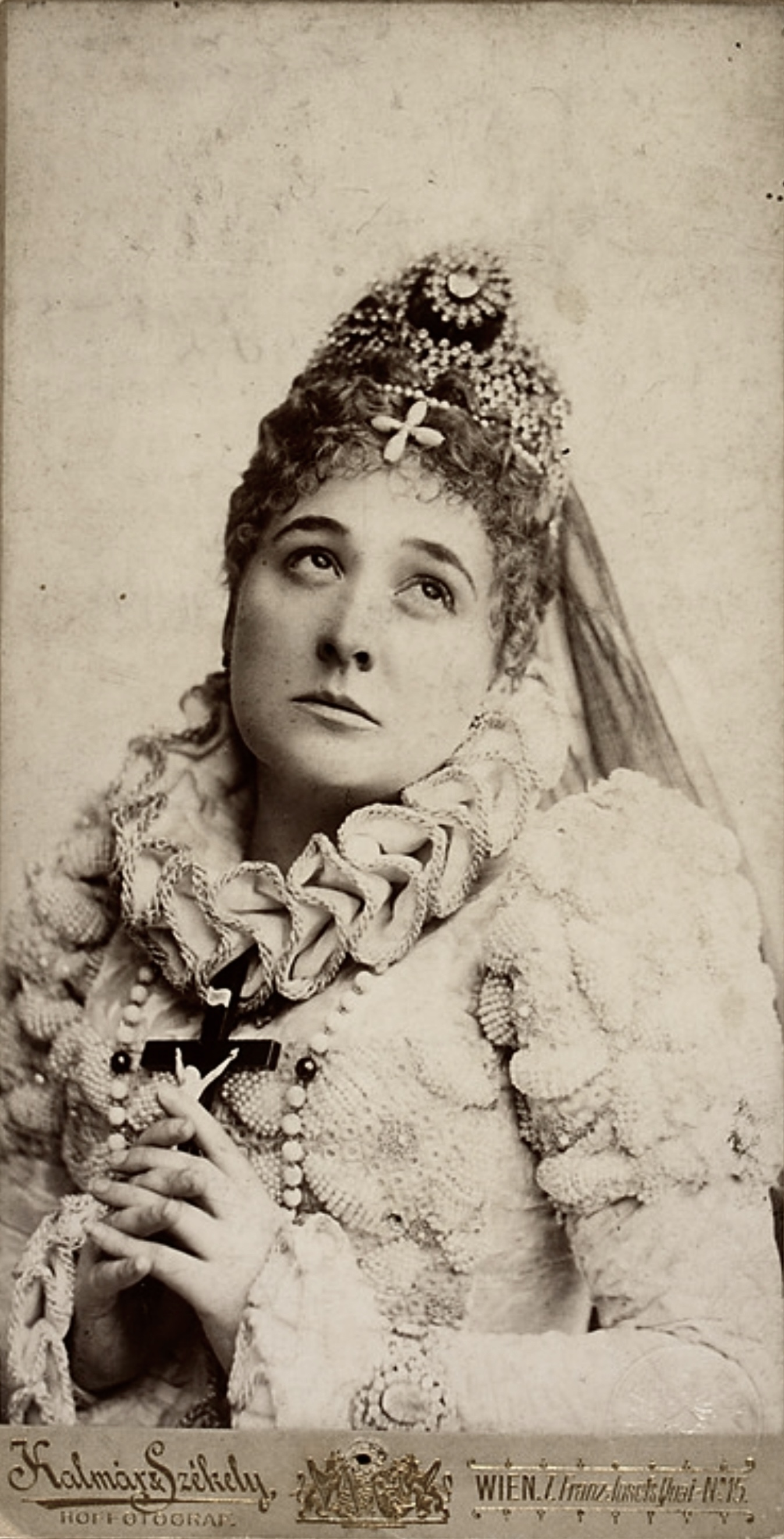
Marie Pospíšilová jako Schillerova Marie Stuartovna
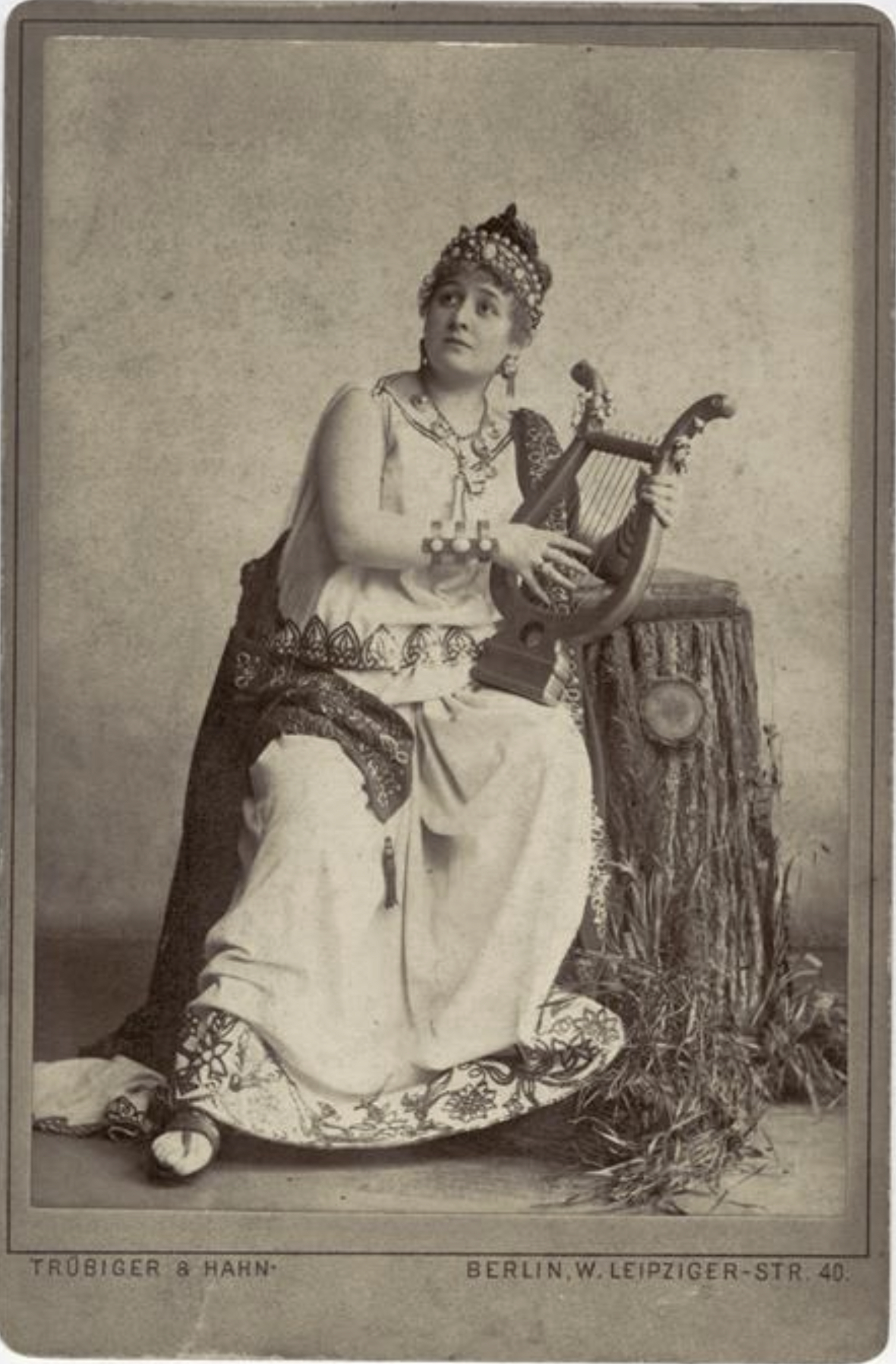
Marie Pospíšilová jako Grillparzerova Sappho
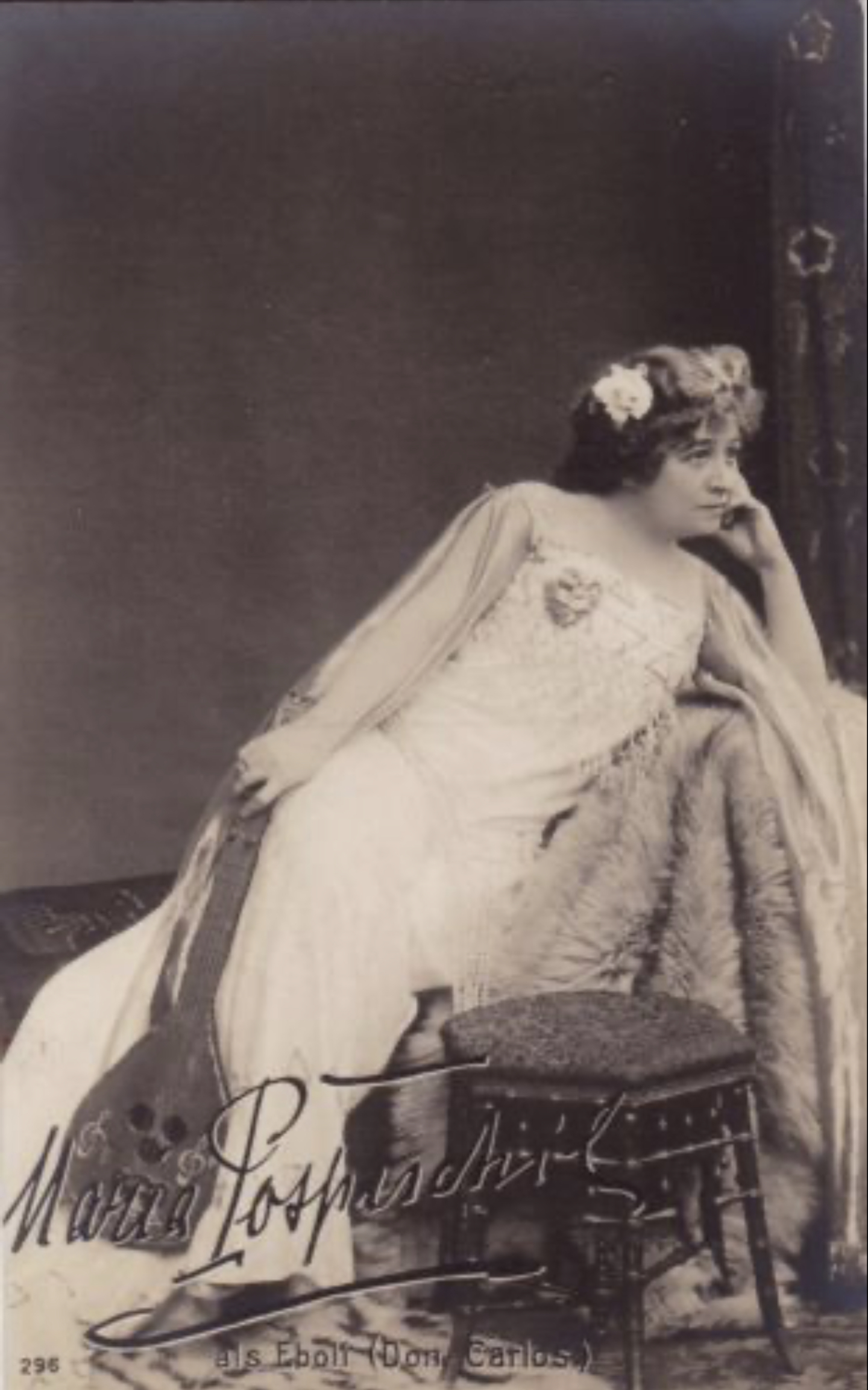
Marie Pospíšilová jako Eboli v Friedrich Schillerově Donu Carlosovi

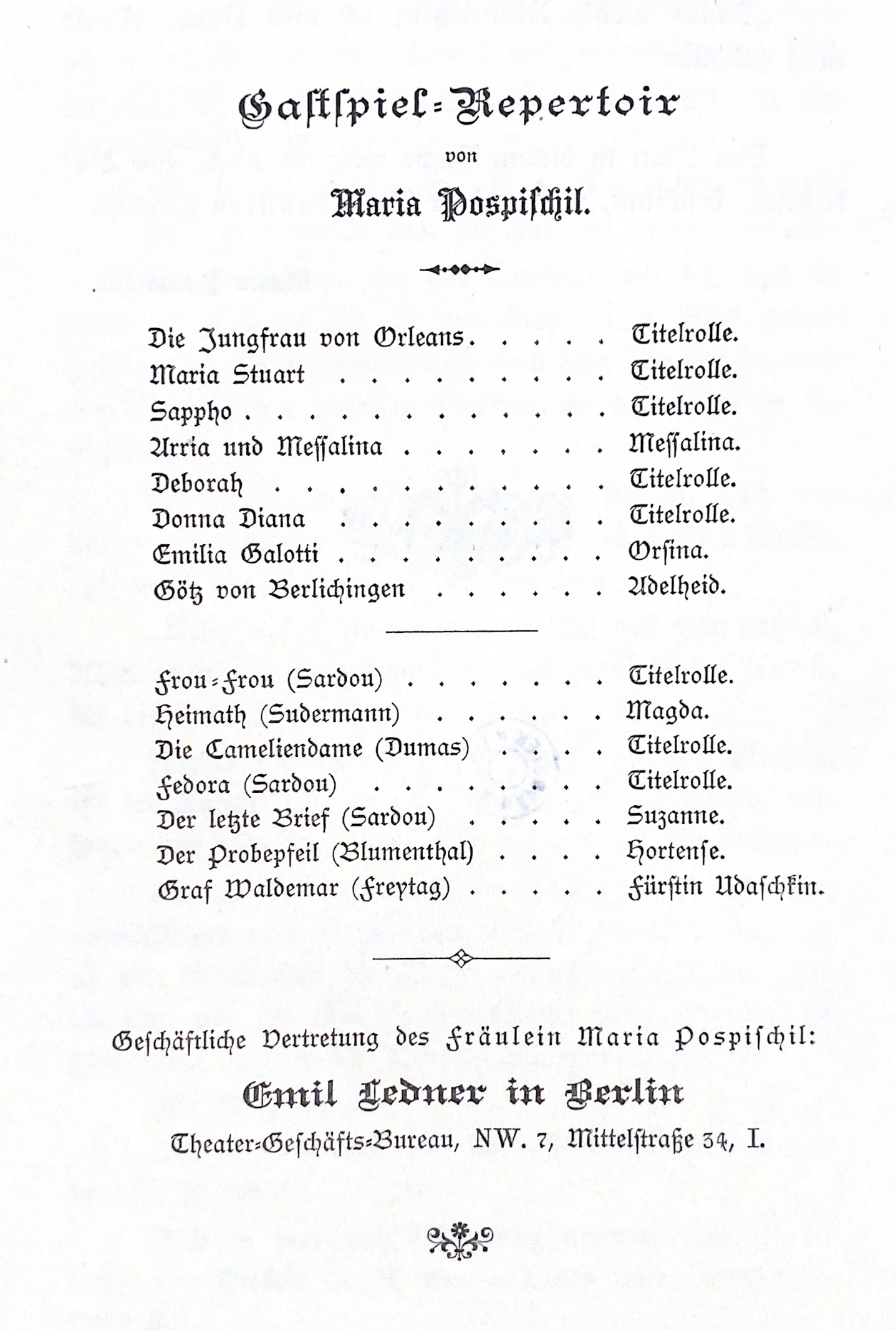
Nabídka pohostinského repertoáru Pospíšilové s kontaktem jejího berlínského agenta (tento systém pohostinských vystoupení je dodnes běžný v opeře)

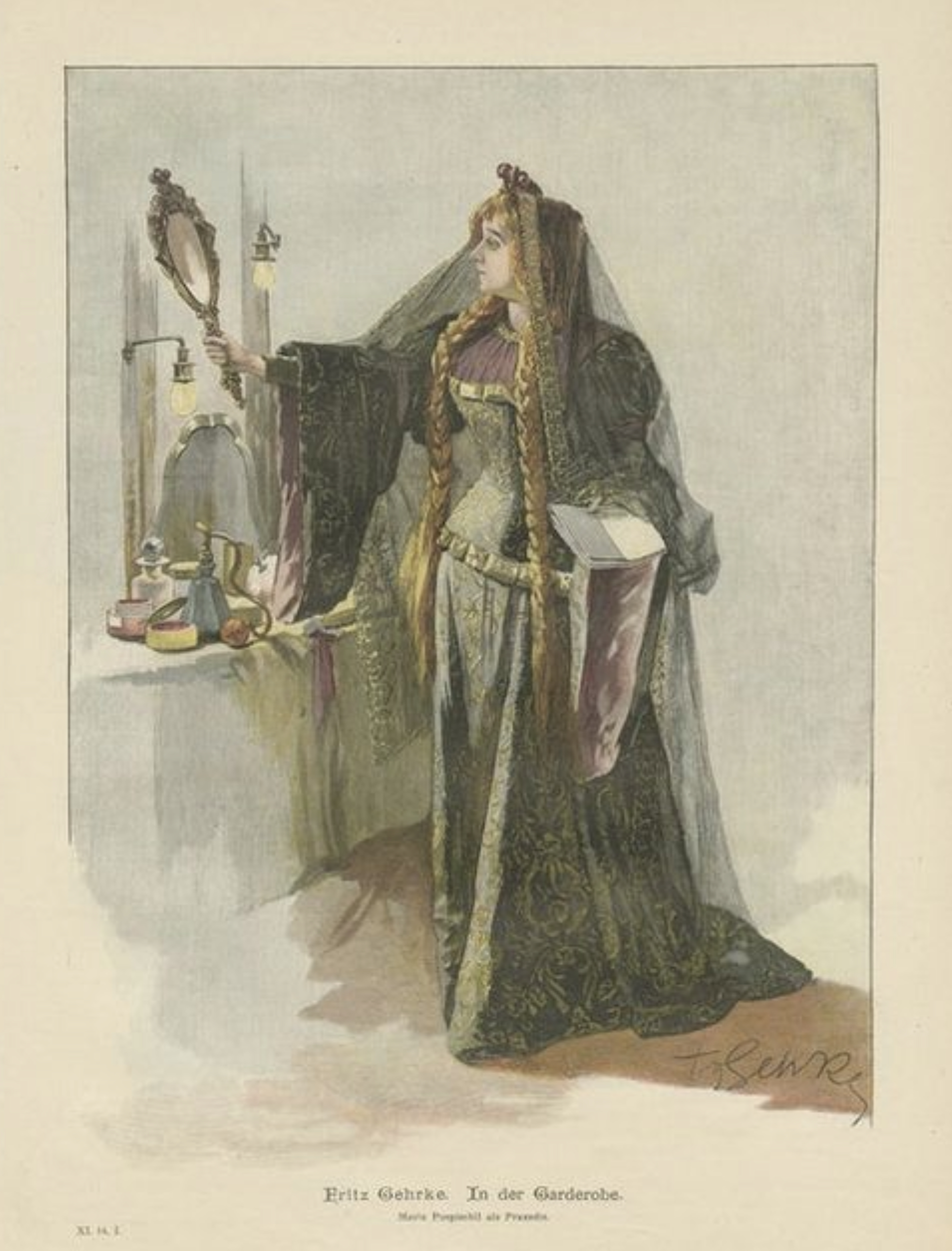
Maria Pospischil v divadelní šatně

Pospíšilová byl interpretkou klasických rolí hrdinek ve velkém stylu konce 19. století. Jak její herectví, tak její životní styl měly zapůsobit na veřejnost v divadle i na ulici. Vždyť nedosáhla takového věhlasu, byla srovnatelná s největší mi tragédka mi své doby, jako byli Sarah Bernhardt, Eleonora Duse nebo Helena Modjeska.
Za svůj život mnohokrát vystupovala na mezinárodních turné, česky v Polsku, německy v Londýně. Vždy s velikým ohlasem (do Londýna zavítala celkem pětkrát). Vzhledem k tomu, že Pospíšilová byla zvyklá vystupovat v činohře před publikem, které jí plně nerozumí, dokázala - jako většina jejích současnic - plně rozvinout estetiku a emocionalitu svého hereckého projevu. Využívala modulaci a zabarvení hlasu (až na hranici výkonu operní pěvkyně, její hlas byl hodnocen jako jedna z jejích největších předností).
Jedním z charakteristických rysů herectví Marie Pospíšilové byly finální scény umírání. Jak kritici, tak diváci se shodovali, že ”Umírala náramně naturalisticky - vlastně ne pěkně, ale mne to upamatovalo na jedno umírání, jakému jsem v poslední době přítomna byla. Ano život. Jiskra - objeví se jakoby nic a zrovna tak zanikne." Svou smrtí na jevišti proslula  v francouzském dramatu Frou-Frou v Praze, v Das höchste Gesetz od Telesfora Szafranského v Berlíně nebo v tragédii Götz von Berlichingen v Hamburků. Berlínská recenze uvedla: „Dlouhé, až příliš dlouhé umírání se odehrává před našima očima. A Maria Pospischil umírá s uměním, které pronikne do vašich srdcí. Sedíte a tuhnete hrůzou. Jsem přesvědčen, že mnoho žen, jež byly v divadle, celou noc nezamhouřilo oko. Maria Pospischil je obdivuhodně schopná velkých tragických tónů. Tato scéna smrti byla plná „pravdy života“ a zároveň té největší umělecké stylizace.“
Hana Kvapilová, jež neměla Pospíšilovou v oblibě, si o jejím hereckém umění poznamenala: ”Orgán, jímž plýtvá, ale jejž si dost podmaňuje, nevypověděl jí ani v nejchoulostivějších místech, v prvním a čtvrtém aktě Fedory... Musila se vycvičit železnou pílí a vytrvalostí na tak brilantní macherku, virtuosku. Obecenstvo strhne, kdy ji libo, a myslím, že s určitostí může napřed říci i v roli nové, kdy a jak bude na ně působit... Ač efektně, pláče přec tak přirozeně, i šátku používá, že věřím, že asi pláče sama. A přece jsem slzy v jejim oku nezahlédla ...” Kvapilová se považovala za opak Pospíšilové, byla však také starší, měla sklon k nadváze a slabý hlas, kterému nebylo vždy rozumět. Stejně kritický byl k herečce i její manžel, Jaroslav Kvapil. Napsal, že slečna chtěla být světovou umělkyní a povedlo se jí to pouze na trase Berlín - Vídeň a zpět: “Všechen triumf vnejšku, od skvělých toilett až do té vulkanické vášně slečnina umění, fascinoval a podmaňoval. Divadelni obecenstvo, které chápe především jen vnějšími orgány smyslovymi, musilo byti těmito vykony uchváceno. Toť jest pravá herecka pro ně, pro celé jeho vnímáni, pro všechny hladové smysly jeho.” A dále politoval, že “slečna musela před jedenácti lety odejít”, ale za příčinu jejího odchodu považoval její neschopnost vytrvat na jednom místě.
Byla významnou Shakespearovou a Schillerovskou herečkou. Neměla v oblibě současnou progresivní dramatickou tvorbu (např. Ibsenův Nora a Hedda Gabler nebo dramatizace románů Emila Zoly). Postava Magdy z dramatu Domov Hermanna Sudermann postava ženy, která byla nucena opustit domov a uspěla v zahraničí, titulní Penthesilea z tragédia Heinricha von Kleist, vášnivá žena, jež zahubí svého milence, a Schillerova kajícná a odsouzená královna Marie Stuartovna patřily mezi její největší úspěchy a zároveň měly paradoxní podobnost s jejím životem.

## Citát
| „                 | V činohře byl velikým slibem do budoucna nezkrotný talent krásné Marie Pospíšilové. Sotva třiadvacetiletá měla už kus divadelní minulosti, ba proslulosti; po venkovských jevištích ochodila si svoje takřka dětské střevíčky a záhy tam zažila i svoje první románky; teď znepokojovala Prahu ještě dosti starousedlou stejně svými divadelními úspěchy jako svým skvělým zjevem a neméně i tím, do jakých vznešených oblastí její milostné styky pronikaly. | “ |
| — Jaroslav Kvapil | |   |

## Divadelní role, výběr
Národní divadlo
- 1881 – Josef Jiří Kolár: Smiřičtí, Salomena Smiřická, režie František Kolár
- 1883 – Jaroslav Vrchlický: V sudě Diogena, Melissa, režie Antonín Pulda
- 1884 – William Shakespeare: Mnoho povyku pro nic, Blažena, režie František Kolár
- 1884 – F. F. Šamberk: Jedenácté přikázání, Emma, režie Antonín Pulda
- 1883 – Jaroslav Vrchlický: Noc na Karlštejně, královna Eliška Pomořanská

Pražské německé divadlo
- 1885 - Friedrich Schiller: Panna Orleánská : Johanka z Arku
- 1885 - Friedrich Schiller: Marie Stuartovna: Marie Stuartovna, Pražské německé divadlo
- 1885 - Friedrich Schiller: Don Carlos: Eboli

Burgtheater
- 1890 – William Shakespeare: Romeo a Julie, Julie
- 1890 – Johann Wolfgang Goethe: Götz von Berlichingen, Adelheit
- 1891 – Victorien Sardou: Fedora, Kněžna Fedora Romazova
- 1891 – Henrik Ibsen: Nápadníci trůnu, Sigrid
- 1891 – Franz Grillparzer: Sláva a pád krále Otakara, královna Kunhůta

Berliner Theater
- 1893 – William Shakespeare: Othello, Desdemona, režie Ludwig Barnay
- 1893 – William Shakespeare: Král Lear, Goneril, režie Ludwig Barnay
- 1893 – William Shakespeare: Richard III, Lady Anna, režie Ludwig Barnay
- 1893 – William Shakespeare: Macbeth, Lady Macbeth, režie Ludwig Barnay
- 1893 - Friedrich Schiller: Úklady a láska: Lady Milfort
- 1893 - Albert Emil Brachvogel: Narcis, Madame de Pompadour

Národní divadlo
- 1895 – Victorien Sardou: Fedora, Kněžna Fedora Romazova (j. h.),režie Jakub Seifert
- 1895 – William Shakespeare: Mnoho povyku pro nic, Blažena (j. h.), režie Jakub Seifert

## Osobnosti českého divadla o Marii Pospíšilové

### František Černý
- V oslnivou hvězdu tohoto slohu začala se vyvíjet koncem sedmdesátých let však až Marie Pospíšilová, salónní herečka dravých tragických tónů, která ale z mnoha příčin na pražském českém divadle trvale nezakotvila [37].

### Jaroslav Kvapil
- Jedovatý feuilleton Bozděchův vykonal svou úlohu, po něm nešlo už jen o rozvod, nýbrž o naprostou rozluku českého divadla s věrolomnou vlastenkou, a z Mařenky Pospíšilové se stala tedy nadobro – Maria Pospischil.[38]
- Aféra Pospíšilčina skončila se však pro ni naprostým nezdarem a s propuštěnou umělkyní opouštěl Národní divadlo i její věrný učitel, znamenitý herec a nejlepší tehdy režisér Antonín Pulda; to byla dvojí veliká ztráta už v druhém roce Národního divadla a podnes jsou pamětníci, kteří tvrdí, že zachráněná hlava Šubertova za tuto dvojí oběť nestála.[39]

### Hana Kvapilová
- Všichni jsme hned poznali, že Magda bude její nejlepší rolí. Založila ji sice stejně úsečně jako Fedoru, ale byla přece mnohem vřelejší a tím milejší, sympatičtější... Vůbec celé její umění, zdá se mi, je stupnicí efektů hlasových, rozvášněných a šílených výkřiků; hlas jako zvon, silný, bez vniterného zbarvení, něhy a ženského kouzla... Musila se vycvičit železnou pílí a vytrvalostí na tak brilantní macherku, virtuosku... Lítá po jevišti a má dva stále se opakující pohyby: rukou ve vlasech (prý po Duseové) – a pak dotýká se oběma rukama žeber a sjede dopředu pod prsa. Celý výkon je jako rozbouřený vichr nebo snad moře, hlučný, sama síla a určitost...[40]